# ريمون إلينا
ريمون إلينا (بالفرنسية: Raymond Elena)‏ هو دراج فرنسي، ولد في 4 أغسطس 1931 في وهران في الجزائر.

## وصلات خارجية
- ريمون إلينا على موقع أرشيف الدراجات (الإنجليزية)
- ريمون إلينا على موقع إحصائيات الدراجات الإحترافية (الإنجليزية)